# Can Rafel (Cervelló)
Can Rafel és una obra del municipi de Cervelló (Baix Llobregat) inclosa en l'Inventari del Patrimoni Arquitectònic de Catalunya.

## Descripció
Es tracta d'una antiga masia envoltada de construccions modernes, situada damunt de la cota 400, al "Turó d'en Rafel", avui hostal Can Rafel. La part original de la masia té un accés per un pati envoltat per les noves construccions, que componen el menjador i les habitacions de l'hostal amb els serveis annexes. També hi ha reformes anteriors de la primitiva casa, dels anys 1950.

## Història
El terreny d'enclavament era propietat del Monestir de Sant Ponç (actualment pertany a la demarcació P. De Corbera de Llobregat). El terreny de l'antiga pertinença forma avui la Urbanització de Can Rafel. Té l'accés per Corbera de Baix i comunica també amb Vallirana.